# Vodní mlýn v Malé Štáhli
Vodní mlýn v Malé Štáhli v okrese Bruntál je bývalý vodní mlýn, který stojí na řece Moravice. V letech 1958–1982 byl chráněn jako nemovitá kulturní památka České republiky.

## Historie
Mlýn pochází pravděpodobně ze 17. století. Po skončení 2. světové války byl nově osídlen. Ve 20. století byl zcela přestavěn a od památkové ochrany bylo upuštěno.